# St. Pauli-Theater

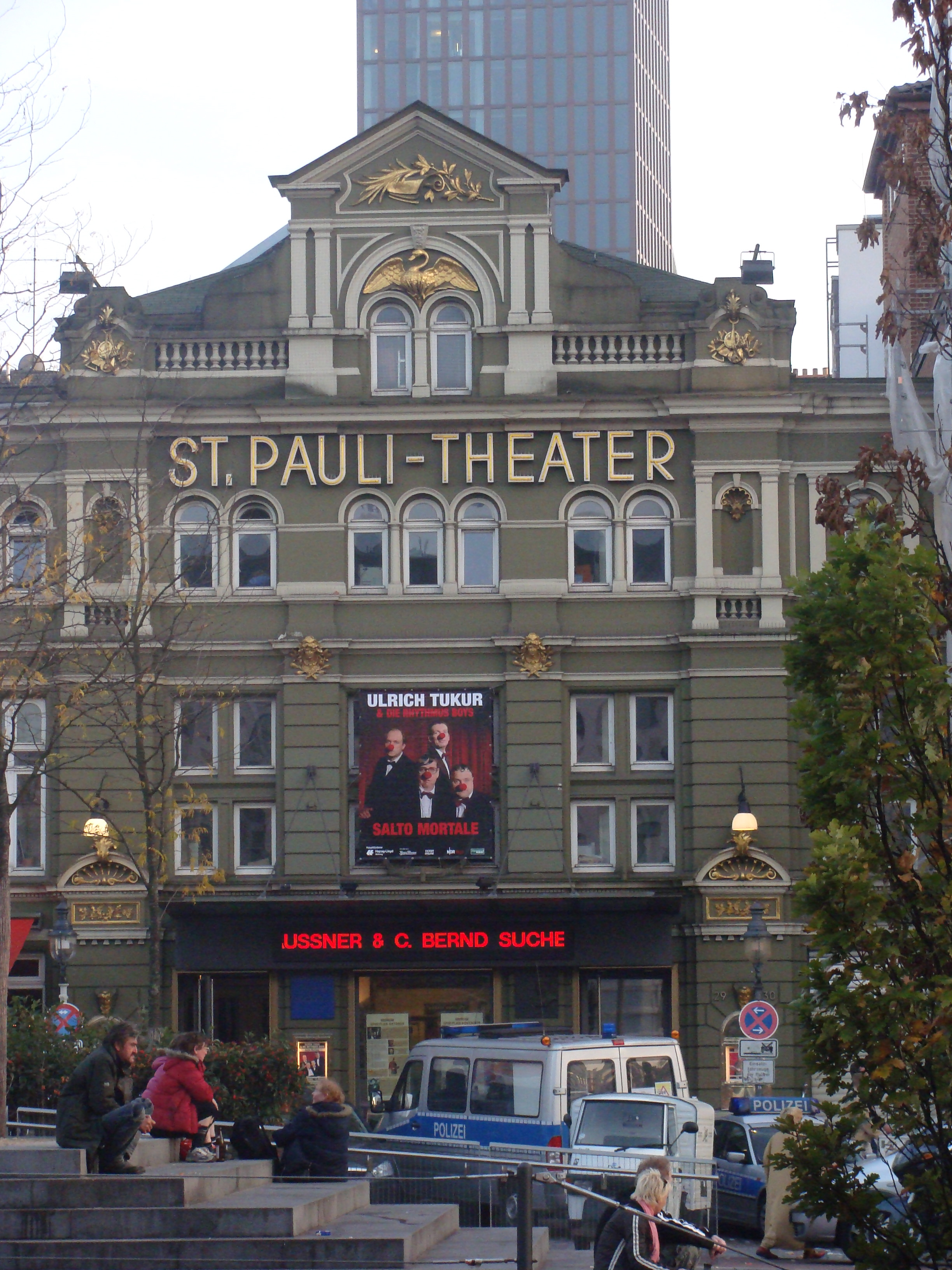
La facciata principale del St. Pauli-Theater

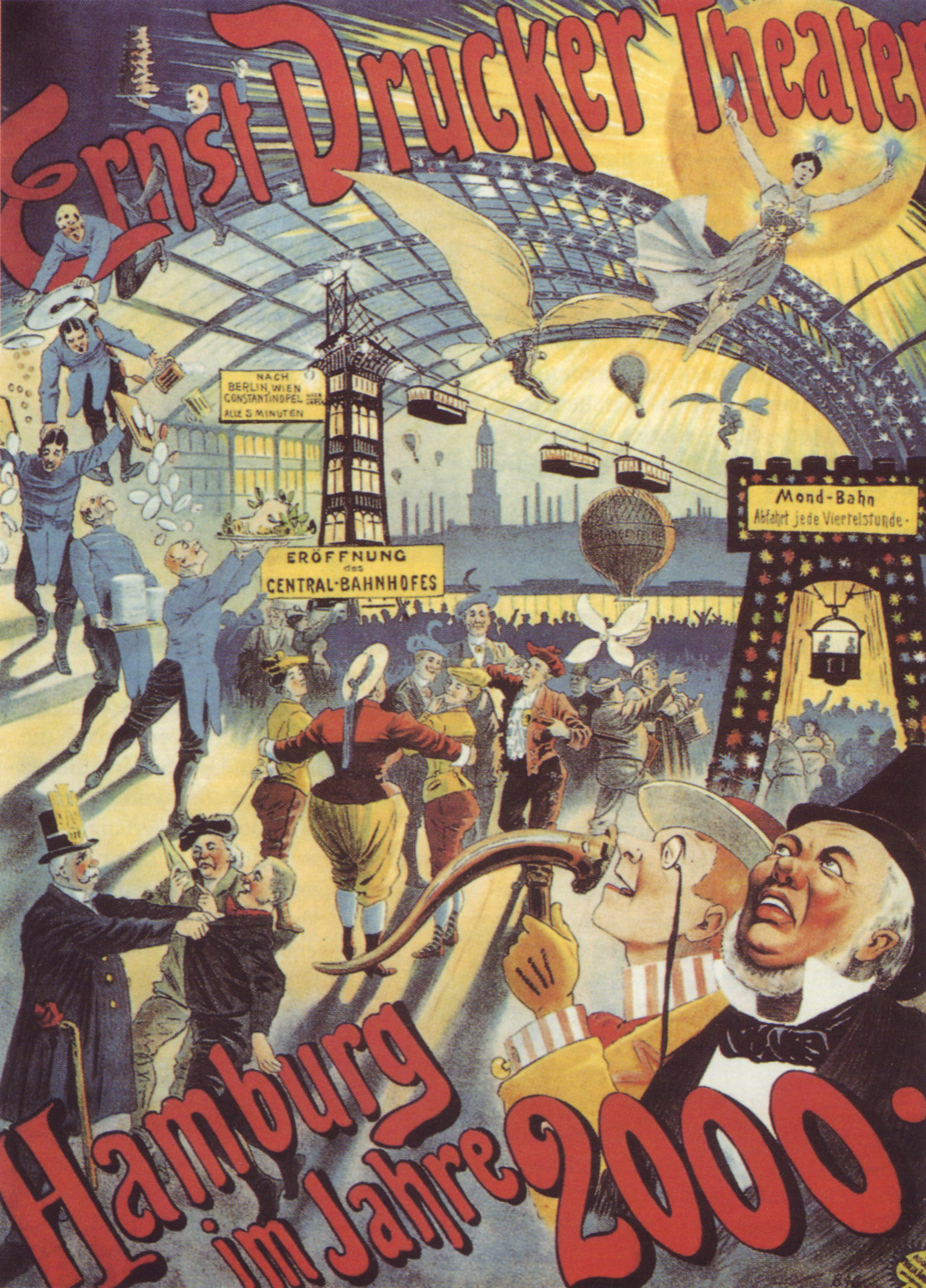
Manifesto del teatro risalente al 1896

Il St. Pauli-Theater (ex "Urania-Theater" ed "Ernst Drucker Theater") è uno storico teatro di Amburgo, in Germania, costruito nel 1840/1841 (con facciata del 1898) e situato nella Spielbudenplatz, la piazzetta adiacente alla via a luci rosse Reeperbahn, nel quartiere di St. Pauli.

Annoverato tra i monumenti protetti, è non solo il più antico teatro cittadino tuttora esistente o comunque in attività, ma anche uno dei più antichi teatri della Germania in assoluto.
Il teatro ospita sia drammi teatrali classici, che spettacoli di cabaret e musical.
Nel St. Pauli Theater, si sono esibiti artisti quali Matthias Deutschmann, Peter Franke, Eva Mattes, Willy Millowitsch, Gunther Philipp, Freddy Quinn, Mathias Richling, Georg Schramm, Horst Schroth, Elke Sommer, Stefanie Stappenbeck, Ulrich Tukur, Henry Vahl, Ulrich Waller, ecc.

## Ubicazione
Il St. Pauli-Theater si trova al nr. 29 di Spielbudenplatz, a fianco della Davidwache (nr. 31 di Spielbudenplatz), il più famoso distretto di polizia della Germania, e nelle immediate vicinanze di altri teatri, lo Schmidt Theater e l'Operettenhaus, del museo delle cere "Panoptikum", ecc.
|  |

## Caratteristiche
Il teatro ha una superficie complessiva di 116 m² e misura 13,5m in larghezza e 10,50 m in altezza.
Dispone complessivamente di 595 posti., di cui 340 in prima fila.

## Storia
Il teatro fu inaugurato il 30 maggio o il 24 maggio 1841 con il nome di "Urania-Theater".

All'epoca, contava circa 1.000 posti.
A soli tre anni dall'apertura, gravi problemi finanziari costrinsero i proprietari del teatro ad aprire una società per azioni, che portò anche al cambiamento del nome del teatro in "Aktien-Theater" (dal 23 maggio 1844).
Nel corso del XIX secolo, cambiò nome per altre due volte: nel 1863, quando fu acquistato da Carl J.B. Wagner, che apportò sensibili modifiche, ribattezzando l'edificio "Varieté-Theater" e nel 1884, quando - dopo essere stato acquistato da Ernst Drucker (che diresse il teatro fino al 1918) - diventò l'"Ernst Drucker Theater".

Nel 1898, fu realizzata anche la facciata attuale.
Dopo la morte di Drucker, avvenuta nel 1921, il teatro fu acquisito da Siegfried Simon.
Il teatro mantenne la denominazione di "Ernst Drucker Theater" per circa sessant'anni, ovvero fino al 1941, anno del centenario del teatro, quando i nazisti decisero di cambiarne il nome in "St. Pauli-Theater", per via delle origini ebraiche di Ernst Drucker.
Nel 1970, il teatro fu acquistato dalla famiglia Collien.
Sempre negli anni settanta, si svolse nel teatro il primo musical, Die Junge von St. Pauli, con protagonista l'attore e cantante Freddy Quinn.
Fino agli anni ottanta, era prevalente la recitazione in lingua basso-tedesca.

In quel periodo, il direttore Michael Collien intuì la necessità di intraprendere un'opera di "sprovincializzazione" ed internazionalizzazione del teatro, con l'introduzione anche di spettacoli in lingua inglese.
In seguito, il teatro accolse anche spettacoli di commedia, cabaret, spettacoli internazionali di danza e musica., in particolare sotto la direzione di Thomas Collien.

Il St. Pauli-Theater ospitò così tra l'altro le "prime" tedesche degli spettacoli Le Quatuor, Gumboots e Lady Salsa.